# Basílica de Santa Cruz, Lecce

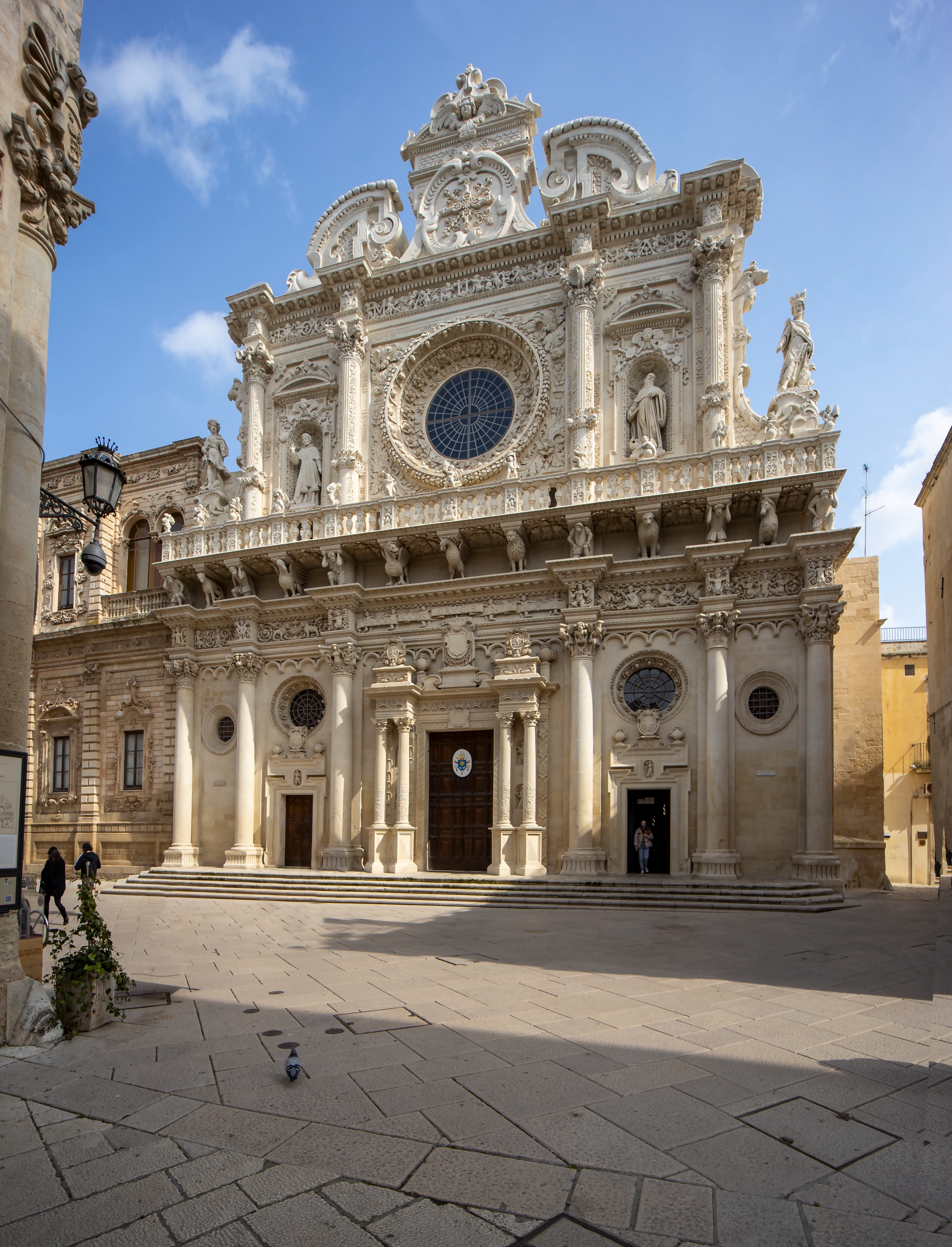
Basílica de Santa Croce, Lecce

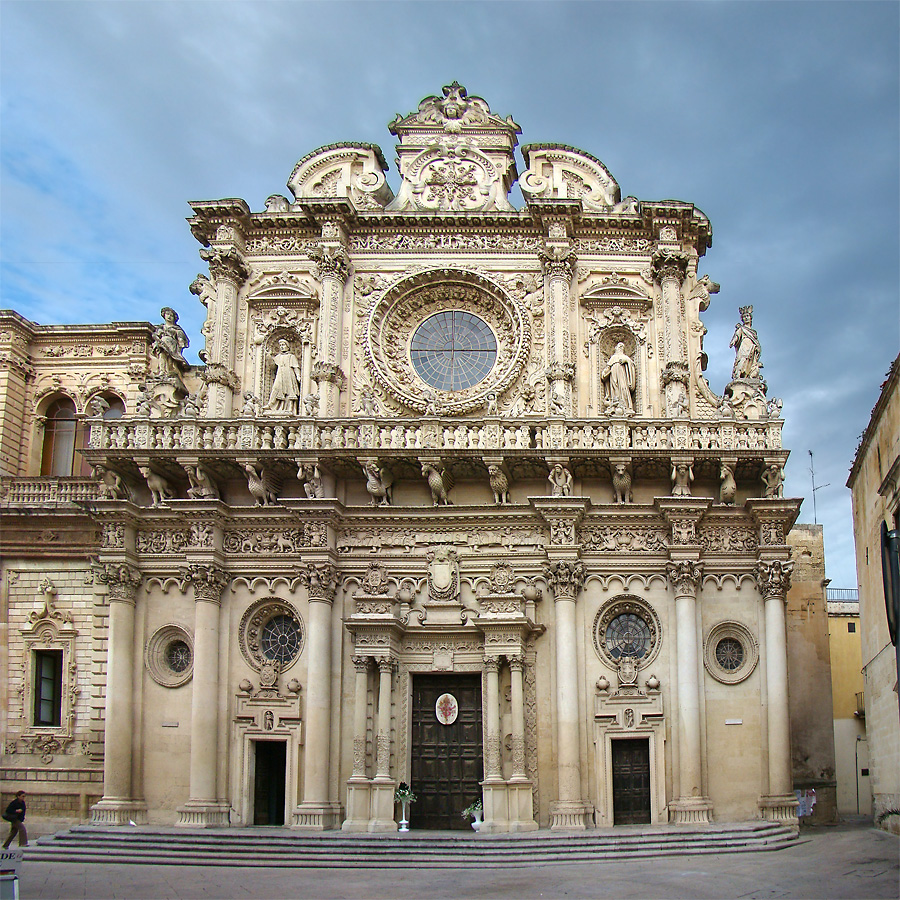
Exterior

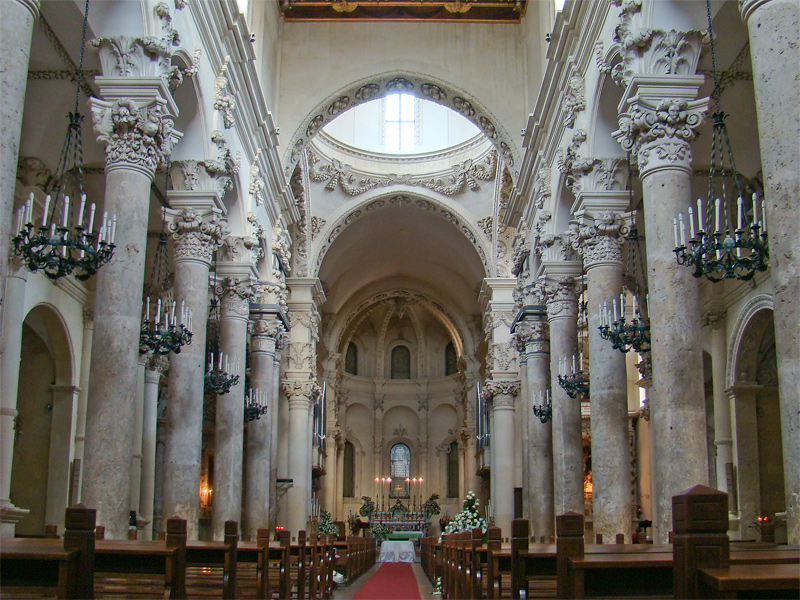
Interior

A Basílica de Santa Croce (em italiano, "Basílica da Santa Cruz") é uma igreja de estilo barroco que foi concluída em 1695 em Lecce, na Apúlia, Itália. A primeira pedra foi colocada em 1353, mas a sua construção foi interrompida quase imediatamente devido à morte do seu patrono Gualtiero Di Brienne. As obras foram retomadas em 1549 pelos mais importantes arquitetos da época: Gabriele Riccardi, Giuseppe Zimbalo e Cesare Penna. Foi concluído em 1699 e dá sinais da passagem deste longo espaço de tempo. Basta olhar para a fachada principal, que combina elementos típicos do renascimento do século XVI com exuberantes fantasias barrocas, tudo isso num harmonioso conjunto arquitetónico de grande prestígio para a arte barroca do Salento. A fachada é composta por seis colunas de fuste liso que sustentam o entablamento e dividem a estrutura em cinco áreas.
O portal principal, construído em 1606, apresenta pares de colunas coríntias e exibe os brasões de Filipe III da Espanha, Maria d'Enghien e Walter VI de Brienne. Os brasões da Congregação Celestina estão expostos nas portas laterais. Gabriele Riccardi concluiu em 1582 o nível inferior da fachada que é delimitado pelo nível seguinte por um entablamento decorado com telamões humanos e felinos, figuras grotescas ou animais fantásticos e alegóricos que sustentam a balaustrada, decorada com treze putti abraçando os símbolos do poder temporal (a coroa) e espiritual (a tiara). Esta parte da fachada caracteriza-se pela divisão do espaço por meio de seis colunas lisas. Os vários atlantes representariam os prisioneiros turcos feitos pela Liga Cristã na Batalha de Lepanto (1571). Os animais sob a balaustrada simbolizariam os poderes cristãos que participaram da batalha: o dragão era o símbolo dos Boncompagni, família do Papa Gregório XIII; o grifo da República de Gênova, Hércules, o Grão-Duque da Toscana.
Alguns anos depois, em 1606, foi Francesco Antonimo Zimbalo quem construiu a porta principal, com dois pares de colunas coríntias, o brasão de Filipe III de Espanha na parte superior e as inscrições de Maria D'Enghien à esquerda e Gualtiero VI de Brienne Duque de Atenas à direita. Nas duas portas laterais, por outro lado, encontram-se os brasões da Santa Cruz e da Ordem dos Celestinos , cujo convento ladeia e prolonga a igreja.